# Adoncholaimus crassicaudus
Adoncholaimus crassicaudus är en rundmaskart som beskrevs av Christian Wieser 1953. Adoncholaimus crassicaudus ingår i släktet Adoncholaimus och familjen Oncholaimidae. Inga underarter finns listade i Catalogue of Life.